# マイケル・ヤング (生物学者)
マイケル・ウォーレン・ヤング（英：Michael Warren Young、1949年3月28日 - )はアメリカ合衆国の生物学者。キイロショウジョウバエ（以後はショウジョウバエと表記）における睡眠と覚醒のパターンの遺伝子による制御を30年以上研究している。
ロックフェラー大学で彼の研究室は概日リズムを形成する体内時計の制御に関連する主要な遺伝子を同定し、時間生物学の分野に大きな貢献をした。彼はまたハエの正常な睡眠周期に必須の遺伝子Period (per)の機能を解明した。彼の研究室はtimeless遺伝子とdoubletime遺伝子の発見にも貢献したが、この2つの遺伝子から転写翻訳されるタンパク質も概日リズムに必須のものだった。ヤングは2017年にジェフリー・ホール、マイケル・ロスバッシュと共に「概日リズムを制御する分子メカニズムの発見」によりノーベル生理学・医学賞を受賞した。

## 生涯

### 前半生
マイケル・W・ヤングは1949年3月28日に米国フロリダ州マイアミで生まれた。彼の父はオリン・マシソン・ケミカル・コーポレーションで働いており、米国南東部でのアルミニウムのインゴット販売事業を管理していた。母は法律事務所の秘書として働いていた。ヤングの両親はどちらも科学や医学に関する経歴はなかったが、息子の科学への興味関心に対して協力的であり、顕微鏡と望遠鏡を与えて科学的探究を行う手段を提供した。一家は私立動物園の近くに住んでおり、時折その動物園から動物が数匹脱走して一家の裏庭に侵入することがあり、ヤングの科学的関心を呼び起こした。ヤングはフロリダ州マイアミのあたりで育ったが、彼が高校生のときに一家はテキサス州ダラスに引っ越し、ヤングはそこで高校生活の続きを送ることになった。彼が10代前半のとき、両親は息子に進化と生物学の謎を題材にしたダーウィンの本を1冊贈った。彼は数年前に日中は花を閉じ夜間に開花する奇妙な植物を見たことがあったのだが、この本ではその現象の理由である生物時計について説明していた。生物時計が何処にあり何でできているのかは当時判明しておらず、若かりし頃のヤングはこれに興味をもった。

### 妻子
テキサス大学で大学院生として働いているとき、ヤングは後に妻となるローレル・エックハルト (Laurel Eckhardt)と出会った。後に2人は共にスタンフォード大学に異動し、ヤングはそこでポスドクのフェローとして働き、ローレルはレオナルド・ハーゼンバーグの下で博士号を取得した。ローレルは2013年時点でハンターカレッジの生物学教授である。2人は2013年時点でも互いに近くで働いており、2人の娘ナタリーとエアリッサがいる。

## 大学での経歴
1971年、ヤングはテキサス大学オースティン校で生物学の学士を取得した。バーク・ジュド (Burke Judd) と共にショウジョウバエのゲノムをみっちり研究した後、ヤングはテキサス大学で遺伝学の博士号を取得した。彼がショウジョウバエの研究に魅了されたのはこの時期のことだった。卒業研究の間、彼はロン・コノプカとシーモア・ベンザーのショウジョウバエ概日リズム変異体についての研究を学び、これが後のPeriod遺伝子のクローニングという業績につながった。
ヤングはスタンフォード大学医学部でのポスドク期間でも、分子遺伝学、特に転移因子に興味をもって研究を続けていた。彼はデイビッド・ホグネスの研究室で働き、組換えDNAの手法で有名になった。彼は2年後の1978年にロックフェラー大学の助教授（アシスタント・プロフェッサー）になり、その後1984年に同大学の准教授、1988年には教授になった。2004年、ヤングは学務担当の副学長に任命され、リチャード・アンド・ジェーン・フィッシャー講座の教授になった。

## 研究実績

### PERの発見
1980年代前半のロックフェラー大学で、ヤングと彼の研究室のメンバーであるテッド・バージェロ (Ted Bargiello) とロブ・ジャクソン (Rob Jackson) はショウジョウバエで概日遺伝子Period (per)の研究をさらに進めた。彼らはショウジョウバエの組換えDNA断片を構築して細菌内で増殖させ、per変異をもつ動物に注入した。それらの動物の運動活動量の評価には、それを定量的に評価できるモニター機器が用いられた。このチームは昼夜を通してハエの活動を観察、記録し、有効に機能するper遺伝子を導入することでper変異のハエでも正常な概日リズムを獲得することを示した。後に、X染色体上にあるこの遺伝子の配列が決定され、概日リズムが不規則な個体では機能しないタンパク質が産生される一方、概日リズムが一貫して長い・一貫して短い個体ではアミノ酸配列が変わるもののタンパク質としてはまだ機能するということを彼らは発見した。

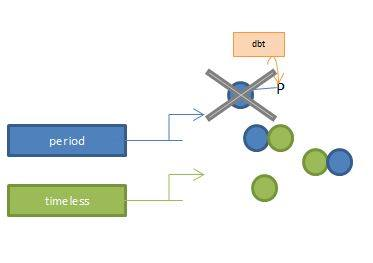
PeriodとTimelessのタンパク質は結合して安定した二量体を形成し、核内へ移動できるようになる。doubletimeがperiodをリン酸化すると分解が始まる。

### Timelessの発見
per遺伝子の発見に続いて、ヤングの研究室は他の概日リズムに関連する遺伝子を探し始めた。1980年代後半、アミタ・セーガル、ジェフ・プライス (Jeff Price) 、バーニス・マン (Bernice Man) の協力の下、ヤングはフォワード・ジェネティクスを利用してハエの概日リズムを変化させる他の変異をスクリーニングした。新たに発見された遺伝子は2番染色体にあり、timeless (tim)遺伝子と命名されクローニングと配列決定が行われた。彼らはtimとperには強い機能的関連があることを発見した。timの変異はperのmRNAの代謝循環を阻害した。1994年、ヤングの研究室の大学院生だったレスリー・ヴォスホールは、PERタンパク質が生分解から保護されると、TIMなしで蓄積するが核には移動できないことを発見した。後にヤングらはTIMタンパク質はper変異個体で核に蓄積しないことを発見した。彼らはPERとTIMが協調して働いているのだと結論づけた。同じく研究室の一員のリノ・シズ (Lino Saez) は、PERとTIMは互いに結合して安定化し、それによって核内での蓄積が可能になることを見出した。その後のヤング、セーガル、エデリーの研究室での研究で、光がTIMの急速な分解を引き起こし、概日リズムの周期をリセットすることが判明した。

### Doubletimeとリン酸化
1998年、ヤングの研究室出身のジェフ・プライス (Jeff Price) はdoubletime（カゼインキナーゼ1）と呼ばれるキナーゼを発見したが、これはPERの特定のセリン残基をリン酸化するキナーゼだった。このシグナルはPERタンパク質を分解させる。PERとTIMが結合すると、doubletimeはPERをリン酸化することができないようであり、PERは蓄積するようになる。1998年のヤングのdoubletime変異発見に続いて、2001年にはヒトの家族性睡眠相前進症候群で、カゼインキナーゼ1が正常にリン酸化したセリンを除去するhPer2の遺伝子多型と関連があるものが発見された。他の睡眠相前進症候群はカゼインキナーゼ1遺伝子の変異が原因だった。ショウジョウバエでのdoubletime変異はPERタンパク質のリン酸化と分解を変化させた。これは生物の周期の規則性に影響する。この発見はdoubletimeが概日時計において必須の役割をしているという強固な証拠だった。

## 肩書・受賞歴
- 1978年 - アンドレ・ベラ・メイヤー基金 (Andre and Bella Meyer Foundation) 特別会員[1]
- 2006年 - Pittendrigh/ Aschoff賞（生物リズムの業績による）[1]
- 2007年 - アメリカ微生物学会特別会員[1]
- 2007年 - 米国科学アカデミー会員[1]
- 2009年 - グルーバー賞神経科学部門（マイケル・ロスバッシュ、ジェフリー・ホールとの共同受賞）[17]
- 2011年 - ルイザ・グロス・ホロウィッツ賞（マイケル・ロスバッシュ、ジェフリー・ホールとの共同受賞）[6]
- 2012年 - マスリー賞（マイケル・ロスバッシュ、ジェフリー・ホールとの共同受賞）[6]
- 2012年 - ガードナー国際賞（マイケル・ロスバッシュ、ジェフリー・ホールとの共同受賞）[6]
- 2013年 - ショウ賞生命科学・医学部門（マイケル・ロスバッシュ、ジェフリー・ホールとの共同受賞）[6]
- 2013年 - ワイリー賞（マイケル・ロスバッシュ、ジェフリー・ホールとの共同受賞）[18]
- 2017年 - ノーベル生理学・医学賞（マイケル・ロスバッシュ、ジェフリー・ホールとの共同受賞）[19]